# NGC 6813
NGC 6813 is een emissienevel in het sterrenbeeld Vosje. Het hemelobject werd op 7 augustus 1864 ontdekt door de Duitse astronoom Albert Marth.

## Synoniemen
- SG 3.148